# Skladnja
Skládnja (tudi sintáksa) je znanstvena disciplina znotraj jezikoslovja, ki razlaga pravila povezovanja manjših enot jezika (npr. besed) v večje (npr. besedne zveze, stavke, poved, besedilo). Povezovanje izhaja iz formalnih (vezljivost) in pomenskih pravil (družljivost).

## Etimologija
Skladnjo s tujko imenujemo sintaksa, ki izvira iz grške besede sýntaxis, kar pomeni zlaganje, urejanje ali skladanje. Izraz se je najprej uporabljal pri grških filozofih in slovničarjih, od njih so ga prevzeli latinski, preko katerih se je razširil v vse novodobne evropske jezike.

## Področja
Skladnjo lahko posplošeno razdelimo na tri področja, ki so medsebojno prepletena. K njej spadata tudi skladenjsko besedotvorje in stavčna oziroma besedilna fonetika.

### Pomenska skladnja
Opisuje pojave, ki se dogajajo na ravni pomena oz. smisla, tako da pojasnjuje odnose med glagolom in udeleženci glagolskega dogodka. Pomensko podstavo stavka (propozicijo) sestavljajo povedje (predikat) in udeleženci (participanti). Ti se delijo na delovalnike (aktante) in okoliščine (cirkumstante).
Središče propozicije je glagol, ki odpira različno število vezljivostnih mest. To lastnost glagola imenujemo valenca in pomeni, da glagol ob sebi predvideva besedo oz. besede v določnem sklonu, torej določa število in vrsto oz. pomen udeležencev. Ameriški jezikoslovec Charles J. Fillmore jp je ponazoril s formulo: P = Vn + N. Glagoli so lahko vezljivi (Lovec je ubil lisico.) ali nevezljivi (Dežuje.). Isti glagol lahko odpira različno število vezljivostnih mest za različne vrste udeležencev (Pisatelj je pisal./Pisatelj je pisal pismo uredniku.) Pri tem gre tudi za hierarhizacijo pomenskih sestavin, saj se udeleženske vloge razvrščajo glede na pomembnost njihovega pomena (Pisatelj je pisal pismo uredniku. 1. Kdo? 2. Kaj? 3. Komu?)  
Udeležence, ki zasedajo napovedljiva oz. obvezna skladenjska mesta, ki jih s svojo sposobnostjo vezljivosti odpira glagol, imenujemo določila. Ta so neizpustljiva, kar pomeni, da naredi njihova izpustitev stavek pomensko in strukturno nepopoln ali neustrezen (Je pisal. Kdo je pisal?). 
Udeležence, ki zasedajo neobvezna oz. prosta skladenjska mesta, pa imenujemo dopolnila. Stavek je z njihovo izpustitvijo na pomenski in strukturni ravni še vedno slovnično sprejemljiv in razumljiv (Živim pri teti v Ljubljani.). Uvajajo družljivost.

### Strukturna skladnja
Ukvarja se s pravili tvorjenja skladenjskih struktur. Zanima jo analiza skladenjskih odnosov, možnih stavčnih tipov, stavčnočlenska analiza, analiza besednega reda ipd.
Po Slovenski slovnici so stavek besede, zbrane okrog osebne glagolske oblike, poved pa je najmanjša samostojna enota besedila, kar pomeni, da je poved lahko eno-, dvo- ali večstavčna.
V pragmatičnem jezikoslovju je stavek abstrakten vzorec, ki ponazarja elemente v strukturi, za katero osebna glagolska oblika ni pogoj. Ilustracija tega vzorca pa je poved. 

#### Stavčni tipi
Znotraj strukturne skladnje jih delimo glede na prisotnost povedka in osebka v stavku:
| DVODELNI (izražena sta povedek in osebek) Dobro se počutim. | ENODELNI (povedek je izražen ali pa ne) |
| ----------------------------------------------------------- | --- |
|                                                             | neglagolski ali pastavki/nepravi stavki (po J. Toporišiču) - samostalniški in zvalniški: Hotel Slon., Miha? - pridevniški: Krasno. - prislovni: Najbolj cenjen. - členkovni: Ja. - nedoločniški: Ne kaditi. - medmetni: Ah! |
|                                                             | glagolski (povedek v tretji osebi) - brezosebkovi: Sneži. Kolca se mu. |

#### Skladenjska razmerja
Označujejo pomensko in strukturno (ne)odvisnost oz. povezanost besed, besednih zvez in stavkov.
Poznamo podredna (neenakovredno razmerje med besedami ali stavki), priredna (enakovredno razmerje med besedami ali stavki) in soredna (ni izraženega razmerja) skladenjska razmerja.
Načini za izražanje podrednega razmerja so ujemanje, vezava in primik. Prirednih razmerij pa je 7: vezalno, stopnjevalno, ločno, protivno, vzročno, pojasnjevalno in sklepalno/posledično.

#### Stavčni členi
So stavčne enote z določeno strukturno skladenjsko vlogo in jih določamo glede na pomen, strukturo in položaj v stavku. Pri tem si pomagamo z vprašalnicami. Vlogo stavčnih členov lahko opravljajo tako besede kot besedne zveze pa tudi odvisni stavki.
Poznamo osebek, povedek, predmet in prislovno določilo ter prilastek kot nesamostojen stavčni člen.

#### Besedni red
Poznamo stalno stavo (npr. zaporedje naslonk (Žan ji jo je dal.), mesto predloga v besedni zvezi (na mizi) ipd.) in prosto stavo, ki deluje po načelu členitve po aktualnosti. Slovenščina nima stalne stave pri razvrščanju stavčnih členov. Besednega reda se naučimo z jezikom in ne eksplicitno.

### Besedilna skladnja
Raziskuje, kako se najmanjše strukture (stavek) med seboj povezujejo v povedi, te pa v besedilo. Pri tem sta pomembna zlasti dva kriterija besedilnosti, kohezija in koherenca. Prvi izraz preučuje, v kakšnem medsebojnem razmerju so dani besedilni elementi, drugi pa na kakšen način tvorijo smiselno povezano besedilno celoto. Ostali štirje kriteriji besedilnosti so še sprejemljivost (odvisnost od naslovnikovega poznavanja konteksta), situacijskost (odvisnost od prostora, kjer se nahaja naslovnik), informativnost (odvisnost od stopnje naslovnikovega pričakovanja) in medbesedilnost (odvisnost od naslovnikovega poznavanja prejšnjih besedil).

## Zgodovina

### Predstrukturalno obdobje (od Antike do 1925)
- Aristotel (4. st. p.n.š.): Logistična smer
Aristotel je v središče analize postavljal sodbo, minimalno logično strukturo sestavljeno iz dveh delov: osebka in povedka, pri čemer je povedek pomensko širši in zato nadrejen osebku. Sodba je zanj logična, ker v njej lahko prepoznamo odnose med posameznimi elementi, kar pri posameznih izrazih ne moremo. Izviral je iz razumevanja, da je jezik skladen z mišljenjem.
- Apolonij Diskol (2. st n.š.): Atomistična smer
Napisal je grško skladnjo in definiral stavek kot misel zaključeno z besedami. Zanimal ga je predvsem relativni besedni red v stavku, po čemer se je tudi razlikoval od Aristotela. Ukvarjal se je z družljivostjo izrazov, njihovo razvrstitvijo, ne pa tudi njihovo funkcijo.
- Dionizij Tračan (1. st. p.n.š.)
Napisal je slovnico Techne Grammatike, v kateri je definiral besedne vrste in jih razvrstil glede na funkcijo, ki jo opravljajo v stavku. Ni razlikoval med stavčnimi členi in besednimi vrstami. Zagovarjal je izolirane enote, ki so med seboj neodvisne. Postavil je definicijo stavka: stavek je smiselno zaključena enota, ki se začne z veliko začetnico in konča s končnim ločilom.
- Aelius Donatus (4. st.)
Napisal je osnovno slovnico v latinščini. V njej je podrobno obdelal besedne vrste z metodo vprašanje–odgovor.
- Srednji vek (14. st.)
Tomaž iz Erfurta je napisal edino pomembnejšo slovnico v srednjem veku. Takrat so gojili predvsem Aristotelovo smer. Natančneje so določili pojme kopula ali vez, ujemanje in vezava. Glavni namen je bil ustvariti paralelizem med skladenjsko in logično strukturo.
- 17. stoletje
V okviru logistične smeri se je razvila smer gramatike, ki je razvijala logični in univerzalni vidik (znana kot Šola Port Royal). Začetek postavljamo v leto 1660, ko je izšla Splošna in razumska slovnica Arnaulda in Lancelota. Predstavniki te šole so skladenjske strukture pojmovali kot formalne ponovitve miselne strukture, kar pomeni, da se besedni red ujema z zaporedjem misli. Poudarjali so univerzalnost v naravnih jezikih in vse razlike razlagali zgolj kot naključje.
- 19. stoletje
V drugi polovici na jezikoslovje vpliva psihologija. Logični dejavniki so potisnjeni v ozadje, v ospredju ostane mišljenje. Psiholog Wund npr. govori o psihologiji naroda in poudarja, da način bivanja posameznika vpliva na jezik, strukture in izraze (npr. eskimi imajo več poimenovanj za sneg). Začne se preučevanje izrazov iz dveh vidikov, formalnega in semantičnega, kar pomeni začetek razločevanja med formalno in pomensko skladnjo.
Obdobje klasične strukturalne skladnje 1925-1957
Strukturalizem je nasprotje logicistične in psihologicistične skladnje. Izvira iz teze o avtonomnosti jezikovnega sistema, ki mora biti predmet imanentnega opisa. Zanima ga predvsem sistem, ne pa raba. Jezik raziskuje sinhrono. Deli se na formalni in funkcionalni strukturalizem. K prvemu prištevamo ameriški strukturalizem, distribucijsko smer; k drugemu pa ženevsko, praško, holandsko, britansko, dansko in francosko šolo.
V tem obdobju so zvrstnost povezali z rabo jezika (Bohuslav Havránek) in bili pozorni na sporočanjsko vrednost stavka. Vilém Mathesius je vpeljal členitev po aktualnosti, František Daneš pa je predstavil štiri vzorce tematske progresije (linearna tematska progresija, progresija s stalno temo, progresija z nadtemo, progresija z razčlenjeno temo). Pomemben predstavnik je tudi Ferdinand de Saussure, ki je vpeljal razliko med jezikom (langue) in govorom (parole).
Obdobje tvorbeno-pretvorbene slovnice (od 1957 naprej)
Za manifest tvorbeno-pretvorbene slovnice štejemo delo Noama Chomskega Sintaktične strukture iz leta 1957. Ločil je med znanjem jezika oz. jezikovno zmožnostjo (competence) in rabo jezika (performance). S pomočjo semantike je razlagal pojave, ki se razvijajo pri pretvorbah in razmerjih med površinsko (formalno) in globinsko (pomensko) strukturo. Skladnja je zbirka pravil tvorbe abstraktnih stavčnih vzorcev, ki dovoljuje tvorjenje (generiranje) vseh pravilnih, tj. sprejemljivih stavkov naravnih jezikov. Zaobjema univerzalna pravila, ki veljajo za vse jezike, in specifična pravila, ki veljajo za posamezni jezik. Tvorbeno-pretvorbena slovnica je pomenila revolucijo v raziskovanju jezika in je doživela številne modfikacije, v 80. letih pa jo je nadomestila njena neposredna potomka vezalno-navezovalna teorija, po letu 1990 pa je prevladal minimalistični pristop, ki ga Noam Chomsky prvič predstavi v članku A minimalist program for linguistic theory (1993).

### Zgodovina skladnje na Slovenskem

#### Besednozvezna skladnja
Adam Bohorič je v Arctice Horulae (Zimske urice) slovensko skladnjo obravnaval besednozvezno in predvsem na podlagi primerjave z latinsko in nemško skladnjo. Razpravljal je večinoma o uporabi sklonov in vlogi glagolskega pomena. Na isti ravni v okviru besednozveznega povezovanja samostalnikov in pridevnikov ostane tudi Pohlinova (1783) in Gutsmanova (1777) slovnica.

#### Prehod besednozvezne skladnje v stavčno skladnjo
Valentin Vodnik v svoji slovnici (1811) izpostavi razmerje med pomensko- in strukturnoskladnjsko glagolsko vezljivostjo v stavku skozi uporabo tvornega in trpnega glagolskega načina ter pri sklonski obravnavi, ki mu je izhodišče za nadaljnjo skladenjskopomensko obravnavo.

#### Stavčna skladnja
Peter Dajnko v svoji slovnici Lehrbuch der windischen Sprache (Učbenik slovenskega jezika) 1824 besedne zveze prvič predstavi kot zložen stavčni člen in tako ločuje med besednozvezno in stavčnočlensko skladnjo. Njegovo nadgradnjo predstavlja Franc Metelko s slovnico iz leta 1825.

#### Medsebojna (tudi pretvorbena) povezanost besednozvezne in stavčne skladnje
Anton Janežič s svojima slovnicama (1854 in 1863) nadaljuje s problemsko in zelo obširno obravnavo stavčne skladnje. V okviru uporabe sklonov pretvorbeno obravnava tudi vezljivostne lastnosti izglagolskih samostalnikov in pridevnikov. Fran Miklošič pa se loti primerjalno-slovanske obravnave oblikoslovno-pomenskih lastnosti besed in skladnje.

#### Pomenskoskladenjski vidik skladnje
Anton Breznik eksplicitno izpostavi glagol kot nosilca stavčnih razmerij in vzajemen vpliv pomenskoskladenjske in strukturnoskladenjske vezljivosti. V teoriji besednega reda prehiteva sodobnike, saj sledi spoznanjem iz konca 19. in začetka 20. stoletja, da so pomembnejše informacije na koncu stavka. Tega v svoji slovnici iz 1916 ni omenil.
R. F. Mikuš je kritiziral Aristotelovsko definicijo stavka in zagovarjal, da mora ta upoštevati materialno, psihično in jezikovno realnost, saj je samo jezikoslovni izraz dogodka. Skladnjo je obravnaval binarno, npr. osebek kot prostorski/statični element in povedek kot časovni/dinamični element.

#### Večravninska obravnava skladnje
Jože Toporišič v Novi slovenski skladnji (1982) podrobnejše obravnava celotno slovensko skladnjo, ki je še danes aktualna. Slednjo je kritično ocenila A. Vidovič Muha v oceni Nova slovenska skladnja J. Toporišiča in podala nekaj upravičenih pripomb. Pomembnejši področji njenega raziskovanja sta bila besedni red in skladenjsko besedotvorje, pri čemer je neposredno pokazala na povezavo med morfologijo in skladnjo. O. Kunst Gnamuš pa se je ukvarja la predvsem s pomensko sestavo povedi in v 80. letih izdala tudi monografijo. S svojim delom je spodbudila prenos pomenskih skladenjskih vidikov v poučevanje.
Danes je ena vodilnih raziskovalk skladnje Andreja Žele, ki razpravlja predvsem o vezljivosti. V ospredju je korpusni pristop k jeziku, kar pomeni, da postajajo korpusi izhodišče jezikovne analize in so kot gradivna osnova potrebni za jezikoslovno raziskovanje.

#### Tvorbena slovnica in slovenska skladnja[1]
Vsaj že v sedemdesetih letih dvajsetega stoletja so se začeli pojavljati prvi prispevki o slovenski skladnji, napisani v okviru tvorbene slovnice, gl. npr. Language-particular rules and explanation in syntax (Perlmutter in Orešnik 1971), čeprav jezikoslovce k preučevanju slovenskega jezika v okviru tega pristopa prvič povabi že Janez Orešnik v prispevku Vabilo k preučevanju transformacijske generativne slovnice (1967). Preučevanje slovenske skladnje v okviru tega pristopa je postalo posebej pogosto po letu 2000, čeprav so mnoga dela, ki slovensko skladnjo obravnavajo iz stališča različnih modelov tvorbene slovnice, objavljena že v osemdesetih in devetdesetih (med drugim tudi prvi učbenik Tvorbeno-pretvorbena skladnja N. Chomskega (Golden 1987)). Tako se s skladnjo slovenskega jezika ukvarjajo tako tuji kot slovenski jezikoslovci, ki se v svojih raziskavah osredotočajo na različne pojave v slovenskem jeziku (npr. naslonski niz).